# Giovanni Paternò
Giovanni Paternò, O.S.B., ou em latim Johannes de Paternione, (falecido em 1511) foi um prelado católico romano que serviu como arcebispo de Palermo de 1489 a 1510, cardeal (1510) e bispo de Malta de 1479 a 1489.

## Biografia
Em 8 de janeiro de 1479, Giovanni Paternò foi nomeado pelo Papa Sisto IV como Bispo de Malta. Recebeu a ordenação episcopal em 31 de janeiro, na igreja romana de San Lorenzo in Lucina, pelo cardeal Giovanni Battista Zeno, bispo de Vicenza; os co-consagradores foram Marco, arcebispo de Colossos, e Giuliano Maffei, OFM, bispo de Bertinoro.

Em 6 de julho de 1489, foi nomeado pelo Papa Inocêncio VIII como Arcebispo de Palermo, onde serviu até sua morte em 1510.